# Pável Pardo
Pável Pardo Segura (ur. 26 lipca 1976 w Guadalajarze) – meksykański piłkarz występujący najczęściej na pozycji środkowego obrońcy lub defensywnego pomocnika.

## Kariera klubowa
Pardo pochodzi z miasta Guadalajara, w którym to rozpoczął piłkarską karierę w klubie Atlas. W jego barwach zadebiutował w 1993 roku jako 17-latek i już wtedy wywalczył miejsce w wyjściowej jedenastce tego zespołu. W Atlasie szybko stał się jednym z najlepszych obrońców w lidze meksykańskiej, ale przez pięć lat gry nie osiągnął z tym klubem znaczących sukcesów. W 1998 roku przeszedł do Tecos UAG, rywala Atlasu zza miedzy. W UAG spędził rok i już w 1999 roku został piłkarzem jednego z najbardziej utytułowanych klubów Meksyku, Amériki. Wraz z przejściem do tej drużyny Pardo zaczął w końcu osiągać sukcesy zarówno na arenie krajowej jak i międzynarodowej. W 2001 roku wygrał Puchar Gigantów CONCACAF (América pokonała w finale D.C. United 2:0). W 2002 roku wywalczył swoje pierwsze mistrzostwo Meksyku fazy Verano, a w 2005 roku fazy Clausura. Rok później América z Pardo w składzie okazała się najlepszym zespołem w Ameryce Północnej i Środkowej zwyciężając w Pucharze Mistrzów CONCACAF (wygrana w finale z Deportivo Toluca).
Latem 2006 za milion euro Pardo przeszedł do niemieckiego VfB Stuttgart. W Bundeslidze zadebiutował 12 sierpnia w przegranym 0:3 meczu z 1. FC Nürnberg. W klubie ze Stuttgartu od początku sezonu grał w pierwszym składzie i stał się filarem linii defensywnej. W czwartej kolejce ligowej w meczu z Werderem Brema zdobył wyrównującego gola, a Stuttgart ostatecznie wygrał 3:2. Ogółem w całym sezonie zagrał w 33 meczach i walnie przyczynił się do zdobycia pierwszego od piętnastu lat mistrzostwa Niemiec przez VfB.
W styczniu 2009 Pardo powrócił do Amériki za sumę pół miliona euro. W stołecznym klubie pełnił funkcję kapitana drużyny, jednak nie osiągnął z nim większych sukcesów. Po ponad dwóch latach i rozegraniu 86 ligowych spotkań dla Amériki 26 lipca 2011, w swoje 35. urodziny, Pardo odszedł na zasadzie wolnego transferu do amerykańskiego zespołu Chicago Fire. W 2012 roku zakończył karierę.
| Sezon   | Klub          | Kraj   | Rozgrywki           | Mecze | Bramki |
| ------- | ------------- | ------ | ------------------- | ----- | ------ |
| 1993/94 | Club Atlas    | Meksyk | Primera División    | 28    | 0      |
| 1994/95 | Club Atlas    | Meksyk | Primera División    | 29    | 2      |
| 1995/96 | Club Atlas    | Meksyk | Primera División    | 35    | 1      |
| 1996/97 | Club Atlas    | Meksyk | Primera División    | 30    | 0      |
| 1997/98 | Club Atlas    | Meksyk | Primera División    | 32    | 4      |
| 1998/99 | Tecos UAG     | Meksyk | Primera División    | 34    | 5      |
| 1999/00 | Club América  | Meksyk | Primera División    | 36    | 7      |
| 2000/01 | Club América  | Meksyk | Primera División    | 35    | 0      |
| 2001/02 | Club América  | Meksyk | Primera División    | 37    | 1      |
| 2002/03 | Club América  | Meksyk | Primera División    | 36    | 5      |
| 2003/04 | Club América  | Meksyk | Primera División    | 35    | 4      |
| 2004/05 | Club América  | Meksyk | Primera División    | 36    | 2      |
| 2005/06 | Club América  | Meksyk | Primera División    | 29    | 3      |
| 2006/07 | VfB Stuttgart | Niemcy | Bundesliga          | 33    | 1      |
| 2007/08 | VfB Stuttgart | Niemcy | Bundesliga          | 29    | 2      |
| 2008/09 | VfB Stuttgart | Niemcy | Bundesliga          | 9     | 1      |
| 2008/09 | Club América  | Meksyk | Primera División    | 16    | 1      |
| 2009/10 | Club América  | Meksyk | Primera División    | 37    | 2      |
| 2010/11 | Club América  | Meksyk | Primera División    | 33    | 0      |
| 2011    | Chicago Fire  | USA    | Major League Soccer | 13    | 1      |
| 2012    | Chicago Fire  | USA    | Major League Soccer | 28    | 1      |

## Kariera reprezentacyjna
W reprezentacji Meksyku Pardo zadebiutował 16 czerwca 1996 roku w zremisowanym 2:2 meczu z USA. W 1997 roku wziął udział w Pucharze Konfederacji, ale z Meksykiem nie wyszedł z grupy. Natomiast na początku 1998 roku wygrał z Meksykiem Złoty Puchar CONCACAF (1:0 w finale z USA). W tym samym roku wystąpił także w Mistrzostwach Świata we Francji. Zagrał w grupowych meczach z Koreą Południową (3:1) i z Belgią (2:2), w którym to otrzymał czerwoną kartkę. Do gry wrócił w 1/8 finału, ale Meksyk przegrał 1:2 z Niemcami.
W 1999 roku Pardo wziął udział w Pucharze Konfederacji, wystąpił we wszystkich meczach, także w wygranym 4:3 finale z Brazylią. 2 lata później znów zagrał w tym turnieju, ale Meksyk nie wyszedł wówczas z grupy. W 2003 roku natomiast osiągnął kolejny sukces z reprezentacją wygrywając swój drugi Meksykiem Złoty Puchar CONCACAF.
W 2006 roku Pardo został powołany do kadry na Mistrzostwa Świata w Niemczech. Był podstawowym zawodnikiem drużyny i uznany jednym z lepszych w niej. Zagrał we wszystkich trzech grupowych meczach, a także w przegranym 1:2 po dogrywce z Argentyną meczu 1/8 finału.